# Fanny Charrin
Fanny Charrin, född 1781, död 1854, var en fransk målare. Hon var syster till Sophie Charrin och från 1806 verksam i Paris, där hon medverkade i ett flertal utställningar. Hon är främst känd för sina miniatyrmålningar.  
Hon finns representerad på Nationalmuseum. 